# Peder Carlquist
Peder Carlquist, född 31 oktober 1945, är en svensk journalist, programledare och tv-producent.
Carlquist var i början av 1980-talet ekonomireporter på TT och Dagens Nyheter. Därefter arbetade han som reporter, programledare och producent för olika samhällsdokumentärer på Sveriges Television (SVT). Han var SVT:s Europakorrespondent i Bryssel 1996–1999 och SVT:s Asienkorrespondent 2001–2002, bland annat från kriget i Afghanistan. 
Carlquist producerade dokumentärerna ”Den belgiska rötan” (1997, om Dutroux-skandalen), ”Det är utrikesministern…” (2004, om spaningsarbetet efter mordet på Anna Lindh) samt ett reportage om polisens hemliga informatörsverksamhet i Uppdrag Granskning (2005, med Andreas Björklund).

## Utmärkelser
- 2001: Rädda Barnens Journalistpris (tillsammans med fotograf Odd Ragnar Lund)
- 2001: Prix NoF (SVT) för rapportering från Afghanstan
- 2002: Marcus Ölanderpriset (tillsammans med fotograf Odd Ragnar Lund)[1]
- 2004: Prix Diplom  (SVT) för "Det är utrikesministern..."

## Dokumentärer
- Den belgiska rötan (om den belgiska pedofilskandalen med Marc Dutroux) SVT, Dokument Utifrån 1997.
- Rik och sårbar (om bedrägerier mot och korruption inom EU) SVT, Dokument Utifrån 1999.
- Vad i hela världen hände? (ett år efter 9/11: Peder Carlquist från Afghanistan, Folke Rydén från USA) Dokument Utifrån 2002.[2]
- "Det är utrikeministern, det är Anna Lindh..." (granskning av polisens jakt på Anna Lindhs mördare) SVT Dokumentär 2004.
- Polisens hemliga spaningsarbete (m Andreas Björklund, om polisens hemliga informatörs- och infiltrationsarbete i den organiserade brottsligheten, intervjuer med bland annat Olle Liljegren och informatören "Assar") Uppdrag Granskning 2005.[3]
- Tandimplantaten dyrare än nödvändigt (om fusk och bidragsmissbruk inom tandvården) Uppdrag Granskning 2005.[4]
- Femini(s)terna (om motsättningen mellan traditionella och moderna värderingar, mellan stad och landsbygd, mellan fotfolk och elit inom socialdemokratin) Dokument Inifrån 2006.[5]
- De första hundra dagarna (om den borgerliga alliansens första regeringstid 2006/2007 - den moderata dominansen) SVT Dokumentär 2007.[6]
- Tore Wretman - kökspojken (med Agneta Liljeqvist, dokumentär i två delar, SVT maj 2016) [